# Illes perifèriques polinèsies

Mapa (en francès) de les illes perifèriques polinèsies.

Les illes perifèriques polinèsies (en anglès Polynesian outliers) són les illes de cultura polinèsia però que geogràficament són fora de l'àmbit polinesi, a la Melanèsia i la Micronèsia.
Aquestes illes constitueixen petites poblacions aïllades que parlen llengües polinèsies. Les anàlisis lingüístiques fan pensar que aquestes poblacions van emigrar de la Polinèsia occidental (Samoa, Tonga, Tuvalu, Wallis i Futuna) abans del primer mil·lenni de la nostra era. Les llengües de les illes perifèriques s'inclouen en la branca de les llengües samoiques. El fet d'estar més relacionades amb Samoa que Tonga suggereix que hi havia un contacte entre les illes perifèriques i l'àrea de la Polinèsia occidental abans que Tonga estengués la seva influència cultural sobre les illes veïnes.
En alguns casos, encara que es manté la llengua polinèsia, s'han adaptat formes culturals pròpies de l'entorn d'influència micronèsia o melanèsia.
Dintre de les illes perifèriques polinèsies s'inclouen:
- Als Estats Federats de Micronèsia:[5]
  - Kapingamarangi
  - Nukuoro
- A l'extrem septentrional de Fiji: 
  - Rotuma
- A les illes Loyauté de Nova Caledònia:
  - Ouvéa
- A Papua Nova Guinea:
  - Nuguria
  - Nukumanu
  - Takuu
- A Salomó:
  - Anuta[6]
  - Bellona
  - Ontong Java
  - Pileni, llengua parlada a més de l'illa Pileni, a altres de les Reef Islans i a les Taumako.
  - Rennell
  - Sikaiana
  - Tikopia
- A Vanuatu:
  - Aniva
  - Emae
  - Futuna
  - Mele, avui instal·lats a la vila Mele de l'illa Éfaté i la propera illa Fila.

També es pot incloure com a illa perifèrica l'illa Norfolk, territori extern d'Austràlia situat entre el continent i Nova Zelanda. Però la seva història és diferent, la cultura mestissa polinèsia i anglesa prové de l'assentament dels habitants de l'illa Pitcairn l'any 1856.
Geogràficament Nova Zelanda és diferent de les altres illes polinèsies i es pot incloure a l'ecoregió d'Australàsia. Però per la seva cultura polinèsia es considera un dels vèrtexs del triangle polinesi.
L'illa de Rotuma està situada a la Polinèsia occidental entre Tuvalu, Fiji i Wallis i Futuna. Es pot incloure a les perifèriques pel fet de pertànyer a la república de les illes Fiji.